# 14217 Oaxaca
14217 Oaxaca este un asteroid din centura principală de asteroizi.

## Descriere
14217 Oaxaca este un asteroid din centura principală de asteroizi. A fost descoperit pe 10 noiembrie 1999 la Oaxaca de James M. Roe. Asteroidul prezintă o orbită caracterizată de o semiaxă mare de 2,41 ua, o excentricitate de 0,19 și o înclinație de 3,7° în raport cu ecliptica.